# Халали (аэропорт)
Аэропорт Халали (ИАТА: HAL, ИКАО: FYHI) — это аэропорт, обслуживающий курорт Халали, располагающийся в области Ошикото в Намибии. Курорт находится рядом с некоторыми из водоемов национального парка Этоша и имеет смотровые площадки для наблюдения за животными местной дикой природы, такими как слоны, носороги и леопарды.